# Edi Patterson
Edi Christine Patterson (Texas City, Texas, 19 de septiembre de 1974) es una actriz y escritora estadounidense, más conocida por interpretar a Judy Gemstone en The Righteous Gemstones (2019-). 

## Biografía

### Primeros años
Nacida en Texas en 1974, su madre, Jeanne Patterson era maestra, y su padre, Dennis, plomero. Se graduó de secundaria en 1993 y fue a la Universidad Estatal de Texas, obteniendo un bachiller universitario en letras en 1997.

### Carrera
Después de graduarse de la universidad, Patterson se convirtió en intérprete de improvisación tanto para Theatresports en Austin, Texas como para The Groundlings.
Los papeles más destacados de su carrera en la pantalla hasta la fecha han sido papeles regulares en varias series de televisión, incluidos once episodios de The Underground en 2006, diez episodios interpretando a Veronica en Partners junto a Kelsey Grammer en 2014, interpretó a la Sra. Abbott en 15 episodios de Vice Principals (2016-2017), tuvo un papel de larga duración solo como voz en We Bare Bears entre 2015-2018, interpretó el papel recurrente de Elizabeth en 6 episodios de The Last O.G. en 2018.
En 2019, Patterson interpretó a Judy Gemstone junto a John Goodman en la serie de televisión de HBO The Righteous Gemstones, sobre una familia famosa pero disfuncional de teleevangelistas. El mismo año, Patterson apareció en la película de misterio Knives Out, que tuvo su estreno mundial en el Festival Internacional de Cine de Toronto de 2019 y recibió tres nominaciones en la 77.ª edición de los Globos de Oro.

## Filmografía

### Películas
| Año  | Título                               | Rol                     | Notas         |
| ---- | ------------------------------------ | ----------------------- | ------------- |
| 1995 | Legend of Crystania                  | Pirotesse / Sheru (voz) | Voz en inglés |
| 1999 | City Hunter                          | Nina Shutenberg (voz)   | Voz en inglés |
| 2000 | In Flagrante                         | Mia                     |               |
| 2000 | The Distinct Smell of Red            | Juliet                  |               |
| 2007 | Jesus People                         | Gloria Hamming          | Cortometraje  |
| 2009 | Jesus People: The Movie              | Gloria Hamming          |               |
| 2010 | Screwball: The Ted Whitfield Story   | Fran Whitfield          |               |
| 2010 | Darnell Dawkins: Mouth Guitar Legend | Mary                    |               |
| 2011 | Thanks                               | Edi                     |               |
| 2011 | Mars Needs Moms                      | (voz)                   |               |
| 2011 | Poolboy: Drowning Out the Fury       | Peters                  |               |
| 2011 | Under the Covers                     |                         | Cortometraje  |
| 2011 | That's What Friends Are For          | Lisa                    | Cortometraje  |
| 2012 | A Thousand Words                     | Agente Joven            |               |
| 2012 | The Naut                             | Beryl                   | Cortometraje  |
| 2015 | Raise the ToyGantic                  | Jane Jobe               | Cortometraje  |
| 2015 | You're Killing Me                    | Emma                    |               |
| 2015 | The Ladykiller                       | Mujer #4                | Cortometraje  |
| 2015 | Helen Keller vs. Nightwolves         | Peters                  |               |
| 2019 | Troop Zero                           | Miss Aimee              |               |
| 2019 | Knives Out                           | Fran                    |               |
| 2019 | Between Two Ferns: The Movie         | Shirl Clarts            |               |
| 2020 | We Bare Bears: The Movie             | Voces adicionales       |               |
| 2021 | Plan B                               | Doris                   |               |
| 2021 | The Guilty                           | Katherine Harbor (voz)  |               |
| 2021 | The Starling                         | Margie                  |               |
| 2024 | Thelma la unicornio                  | Megan                   |               |

### Televisión
| Año           | Título                                        | Rol                                          | Notas                                                  |
| ------------- | --------------------------------------------- | -------------------------------------------- | ------------------------------------------------------ |
| 2001          | CSI: Crime Scene Investigation                | Rosalyn Dudek                                | Episodio: "Too Tough to Die"                           |
| 2003          | Ask Rita                                      |                                              | 4 episodios                                            |
| 2006          | Jimmy Kimmel Live!                            | María Magdalena                              | Episodio: "Episode #4.191"                             |
| 2006          | The Underground                               | Varios                                       | 11 episodios; también escritora                        |
| 2007          | The Showbiz Show with David Spade             | Corresponsal                                 | 2 episodios                                            |
| 2007          | Stop It                                       | Jill                                         | Episodio: "Episodio #1.5"                              |
| 2007          | Case Closed                                   | Dezire                                       | Película para televisión                               |
| 2008          | Unhitched                                     | Mujer enojada                                | Episodio: "Yorkshire Terrier Sucked Into the Internet" |
| 2008          | Young Person's Guide to History               | Enfermera sexy #1 / Mujer policía en la cena | Episodio: "Part 1"                                     |
| 2009          | Popzilla                                      | Varios (voz)                                 |                                                        |
| 2009          | Waiting to Die                                | Claire                                       | Película para televisión                               |
| 2011          | Weeds                                         | Yvonne Callahan                              | Episodio: "Game-Played"                                |
| 2011          | Curb Your Enthusiasm                          | Esposa de Vet                                | Episodio: "Vow of Silence"                             |
| 2011          | Pair of Kings                                 | Charlotte Dunbar                             | Episodio: "Sleepless in the Castle"                    |
| 2011          | The Exes                                      | Sandy                                        | Episodio: "Pilot"                                      |
| 2011          | St. James St. James Presents: Delirium Cinema | Peters                                       | Película para televisión                               |
| 2011          | Holiday Engagement                            | Sophie                                       | Película para televisión                               |
| 2012          | The New Normal                                | Madre de Wilbur                              | Episodio: "Baby Clothes"                               |
| 2012          | 2 Broke Girls                                 | Janis                                        | Episodio: "And the Cupcake War"                        |
| 2013          | Californication                               | Shannon                                      | Episodio: "Blind Faith"                                |
| 2013          | Family Bum                                    | Sheila                                       | Episodio: "Reading Is Fun"                             |
| 2013          | Super Fun Night                               | Marika                                       | Piloto nunca estrenado                                 |
| 2014          | Partners                                      | Verushka / Veronica                          | 10 episodios                                           |
| 2014          | The League                                    | Shauna                                       | Episodio: "Breast Awareness Month"                     |
| 2015          | Clinical Trials                               | Joan-Ruth Allen                              | 4 episodios                                            |
| 2015          | Black-ish                                     | Laura                                        | 4 episodios                                            |
| 2015          | Mike Tyson Mysteries                          | Courtney Baynes (voz)                        | Episodio: "She's a Bayniac"                            |
| 2015–2018     | We Bare Bears                                 | Voces adicionales                            | 25 episodios; también escritora                        |
| 2016–2017     | Vice Principals                               | Miss Abbott                                  | 15 episodios                                           |
| 2018; 2021    | The Last O.G.                                 | Elizabeth                                    | 7 episodios                                            |
| 2018          | Nobodies                                      | Mrs. Cooper                                  | Episodio: "Meeting Steven Spielberg"                   |
| 2020          | Infinity Train                                | Roca #1 (voz)                                | Episodio: "The Campfire Car"                           |
| 2020–2021     | The Fungies!                                  | Mertha, Anna Nanna (voz)                     | 33 episodios                                           |
| 2021          | Calls                                         | Darlene (voz)                                | Episodio: "Me, Myself, and Darlene"                    |
| 2021          | Adventure Time: Distant Lands                 | Momdebra / Cat Student (voz)                 | Episodio: "Wizard City"                                |
| 2021          | Ten Year Old Tom                              | Madre de Tom (voz)                           | 10 episodios                                           |
| 2021          | Teenage Euthanasia                            | Sophie (voz)                                 | 2 episodios                                            |
| 2019–presente | The Righteous Gemstones                       | Judy Gemstone                                | 16 episodios; también escritora                        |
| 2022          | Kung Fu                                       | Gwen                                         | Episodios: "Year of the Tiger Parts 1 & 2"             |
| 2022          | Battle Kitty                                  | Jangel / Angelions (voz)                     | Episodio: "Acidic Dunes"                               |
| 2022          | Made for Love                                 | Dawn Fairbanks                               | Episodio: "Another Byron, Another Hazel"               |
| 2022          | The Simpsons                                  | Jessica (voz)                                | Episodio: "Meat Is Murder"                             |
| 2022          | Fairfax                                       | Varias voces                                 | 3 episodios                                            |

### Videos
| Año  | Título                     | Rol                 | Notas         |
| ---- | -------------------------- | ------------------- | ------------- |
| 1996 | Variable Geo               | Yuka Takeuchi (voz) | Voz en inglés |
| 1998 | Tekken: The Motion Picture | Jun Kazama (voz)    | Voz en inglés |
| 2012 | Zombie Apocalypse          | Zombie              |               |